# Cantan en español
Cantan En Español es el cuarto álbum de estudio publicado por la banda de Rock española Los Toreros Muertos. Fue grabado en Estudios Sonoland y Kirios publicado en 1992 es el último álbum de estudio publicado por la banda en su primera etapa.

## Lista de canciones
| N.º | Título                    | Escritor(es)                    | Duración |  |
| 1.  | «Nueva Orleans»           | Lou Kowalsky / P. Carbonell     | 2:45     |  |
| 2.  | «Tu Madre Tiene Bigote»   | G. Piccolini / P. Carbonell     | 3:30     |  |
| 3.  | «El Mono De La NASA»      | G. Piccolini / P. Carbonell     | 3:20     |  |
| 4.  | «Rimando Rimando»         | López De Guereña / P. Carbonell | 3:14     |  |
| 5.  | «Por Favor Sr. Municipal» | Lou Kowalsky / P. Carbonell     | 3:15     |  |
| 6.  | «José Madero»             | Lou Kowalsky / P. Carbonell     | 2:59     |  |
| 7.  | «Una Larga Relación»      | A. Moraga / P. Carbonell        | 4:09     |  |
| 8.  | «Sainete Del Cumpleaños»  | G. Piccolini / P. Carbonell     | 2:19     |  |
| 9.  | «No Tardes Carlota»       | G. Piccolini / P. Carbonell     | 2:48     |  |
| 10. | «La Academia De La Nada»  | G. Piccolini / P. Carbonell     | 3:01     |  |